# Leptotes striata
Leptotes striata är en fjärilsart som beskrevs av Edwards 1877. Leptotes striata ingår i släktet Leptotes och familjen juvelvingar. Inga underarter finns listade i Catalogue of Life.